# جوناتاس بيلوسو
جوناتاس بيلوسو (بالبرتغالية: Jonatas Belusso‏) من مواليد 10 يونيو 1988 بالبرازيل، هو لاعب كرة قدم برازيلي لعب سابقاً في نادي الشباب السعودي.

## وصلات خارجية
- جوناتاس بيلوسو على موقع دوري كوريا الجنوبية (الإنجليزية)
- جوناتاس بيلوسو على موقع قاعدة بيانات كرة القدم.إي يو (الإنجليزية)
- جوناتاس بيلوسو على موقع Soccerway.com (الإنجليزية)
- بطاقة اللاعب - Soccerway.com